# 이상한큰귀갈색박쥐
이상한큰귀갈색박쥐(Histiotus alienus)는 애기박쥐과에 속하는 남아메리카 박쥐의 일종이다. 브라질에서 발견된다.

## 특징
작은 박쥐로 몸길이는 54mm이고 전완장은 45mm이다. 꼬리 길이는 45mm, 귀 길이는 29mm이다.